# Бржецлав (округ)
Бржецлав (чеськ. Okres Břeclav) — адміністративно-територіальна одиниця в Південноморавському краї Чеської Республіки. Адміністративний центр — місто Бржецлав. Площа округу — 1 038 км², населення становить 115 334 осіб.
До округу входить 63 муніципалітета, з котрих 9 — міста.

## Міста
- Подівін